# Districtes d'Etiòpia

Subdivisions d'Etiòpia. Les línies més fosques indiquen Regions o Estats, les línies més clares Zones i les línies blanques Districtes.

Districtes o woreda (amharic ወረዳ) (també anomenats wasda), són les divisions administratives del tercer nivell d'Etiòpia. Es subdivideixen en diverses wards (kebele) o subdivisions electorals, que són la unitat de govern local més petita a Etiòpia. És una subdivisió relativament recent. El país tenia fins ben entrat al segle xix una organització territorial molt descentralitzada. Va seguir un segle i mig de centralització cap a un estat unitari. Des de 1991 el partit Front Democràtic Revolucionari Popular Etíop actua per tornar a descentralitzar i implementar una organització que respecti més la diversitat ètnica.
Les woredes es van crear des de 2001. Normalment s'agrupen en zones formant una regió; els districtes que no formen part d'una zona són districtes especials i funcionen com a entitats autònomes. Els districtes es regeixen per un consell de woreda els membres del qual són elegits directament per representar cada kebele del districte. Hi ha uns 670 woredes rurals, amb un consell i govern presidit per un administrador en cap i uns 100 zones urbanes, governades per un batlle (mayor). La terminologia varia, alguns limiten el terme woreda a les unitats rurals, altres apliquen el terma a qualsevol unitat territorial, sigui urbana o rural.. Les woredes es divideixen en kebele, que reuneixen uns cinq mil habitants. En certes zones, el kebele és la darrera unitat, en altres encara n'hi ha de mes petites. Cada kebele te representants elegits en el consell de woreda.
Tot i que alguns districtes es poden remuntar fins a èpoques més primerenques, com per exemple la woreda especial del Yem, les woredes Gera i Gomma que conserven els límits dels regnes absorbits a Etiòpia i la woreda Mam Midrina Lalo Midir d'una província històrica d'Etiòpia (en aquest cas, dos dels districtes de Menz) - són de creació més recent. A partir del 2002, es va donar més autoritat als districtes i s'hi va transferir personal i pressupostos dels governs regionals.
Les regions són Àfar, Amhara, Benishangul-Gumaz, Gambela, Oròmia, Somali, del Sud i Tigre.